# Polisen och domarmordet
Polisen och domarmordet är en svensk miniserie från 1993. Serien hade premiär i SVT den 10 mars 1993 och gick i repris hösten 1997 och sommaren 2011.
Detta var den fjärde serien som ingick i Polisen i Strömstad med bland andra Per Oscarsson, Evert Lindkvist, Alf Nilsson och Stefan Ljungqvist i huvudrollerna med Arne Lifmark var regissör. Som förlaga använde man Gösta Unefäldts kriminalroman "Polisen och domarmordet" från 1989.
Serien gjordes i fyra delar i regi av Arne Lifmark. Serien har visats i repris ett antal gånger. Med start 17 juni 2011 visades serien åter i repris i SVT. Serien släpptes på DVD den 18 februari 2009.

## Handling
Stig Lyte ska stå till svars för rattfylleri och vårdslöshet i trafik. Mycket talar för att han endast får villkorlig dom men när lagmannen/domaren Ambjörn Kvintus, som härskat i 30 år, dömer honom till en månads fängelse blir Stig Lyte förbannad och hotar honom till livet. När lagmannen dagen efter hittas död i tingshuset riktas först misstankarna mot just Stig Lyte men polismästare Jörgensson är tveksam. Många avskydde lagmannen och listan över misstänkta är därför lång. Kvintus visar sig vara en extremt hatad person.

## Rollista i urval
- Gustav Jörgensson, polismästare – Per Oscarsson
- Bo Kronborg, kriminalkommissarie – Alf Nilsson
- Nils Gryt, poliskommissarie – Evert Lindkvist
- Evald Larsson, polisman – Stefan Ljungqvist
- Grahn, polisman – Sonny Johnson
- Lisa Mattson – Irma Erixson
- Teknik-Johan – Anders Janson
- Lagoma Karlsson – Per Elam
- Mord-Johan – Åke Harnesk
- Ambjörn Kvintus, domare – Kåre Sigurdson
- Åklagare Georgsson – Jan Holmquist
- Elof Blom, vaktmästare i Tingshuset – Dan Sjögren
- Ulrika Tomasdottir – Bára Lyngdal Magnusdottir
- Stig Lyte – Carl-Einar Häckner
- Edward Lyte – Lars Väringer
- Gudrun Lyte – Mariann Rudberg
- Ragnvald Leth – Bengt Bauler
- Frideborg Glans – Birgitta Valberg
- Ulla-Britt Struve – Kerstin Hellström
- Camilla Gryt – Doris Funcke
- Sylvia Petréus – Birgit Carlstén
- Brita Andersson – Catherine Jeppsson
- Ulla-Britt Konradsson – Git Kraghe
- Anette Johansson – Åsa-Lena Hjelm
- Peter Larsson – David Haggren
- Alinde Blom – Christina Stenius
- Vedhuggaren – Jan-Erik Emretsson
- Olafur Einarsson – Petur Einarsson
- Fiskaren – Ivan Mörk
- Prästen – Sten Edgar Staxäng
- Vittnet Bråxén – Odd Fallsen

## Avsnittsguide
| Nr i serien | Nr i säsongen | Titel   | Regissör     | Manus                         | Originalvisning |
| ----------- | ------------- | ------- | ------------ | ----------------------------- | --------------- |
| 13          | 1             | "Del 1" | Arne Lifmark | Gösta Unefäldt & Arne Lifmark | 10 mars 1993    |
| 14          | 2             | "Del 2" | Arne Lifmark | Gösta Unefäldt & Arne Lifmark | 17 mars 1993    |
| 15          | 3             | "Del 3" | Arne Lifmark | Gösta Unefäldt & Arne Lifmark | 24 mars 1993    |
| 16          | 4             | "Del 4" | Arne Lifmark | Gösta Unefäldt & Arne Lifmark | 31 mars 1993    |